# Der Kugel Schreiber
Der Kugel Schreiber ist das Debütalbum des deutschen Rappers Animus. Es wurde am 20. April 2007 über die Labels 667 und Flavamatic veröffentlicht. Es wurde von der Juice zum Mixtape des Monats gekürt.
Noch im selben Jahr erschien der Nachfolger Der Kugel Schreiber 2.

## Hintergrund
Seit dem Jahr 2000 schrieb Animus seine eigenen Texte. Neben mehreren Wettbewerben gewann er den Curse/Adidas Struggle Remix Contest und wurde mit dem Titel Unsigned Hype Artist ausgezeichnet. Außerdem erregte er Aufmerksamkeit durch viele Gastbeiträge auf anderen Liedern. 

## Gastbeiträge
Die einzigen beiden Gastauftritte erfolgen durch die Rapper Tua und Amir.

## Titelliste
1. Intro
2. Der Kugel Schreiber 2
3. Model
4. Nicht mit uns
5. Kein Gangster
6. Zu Fresh
7. Unsigned cats
8. Das Leben ist verrückt
9. Die Sprache der Tiere
10. Deine Tränen
11. Wenn sie fragen
12. Wie aus einem Traum
13. Nas hat gesagt
14. Skit
15. Heidelberg
16. Nicht nehmen
17. 32 Bars
18. Kraft der Worte (2005)
19. Alptraum
20. Leeres Blatt
21. Gesundheit